# Juris Silovs
Jures Silovs (Dobele, 27 de enero de 1973) fue un ciclista letón, que fue profesional entre el 1997 y el 2001. Su éxito deportivo más importando fueran los dos Campeonatos nacionales en ruta

## Palmarés
1995
- 1º en el Gran Premio François-Faber

1996
- Vencedor de una etapa al Teleflex Tour

1997
- Campeón de Letonia en ruta
- Vencedor de 2 etapas al Teleflex Tour
- Vencedor de una etapa al Regio-Tour
- Vencedor de una etapa al Hofbrau Cup

1998
- Campeón de Letonia en ruta